# Tiefenthal (Palatinat)
Pour les articles homonymes, voir Tiefenthal.
Tiefenthal est une municipalité allemande située dans le land de Rhénanie-Palatinat et l'arrondissement de Bad Dürkheim.

## Source
- (de) Cet article est partiellement ou en totalité issu de l’article de Wikipédia en allemand intitulé « Tiefenthal (Pfalz) » (voir la liste des auteurs).